# Răzeși
Răzeși este denumirea dată oamenilor liberi, în Evul Mediu, în Moldova. În Muntenia se numeau moșneni.  

## Etimologie
Termenul răzeș înseamnă părtaș, fiind la origine din limba maghiară, cu semnificația de părtaș la o moșie.
După Neagu Djuvara, etimologia cuvântului nu se cunoaște deocamdată cu certitudine. O primă posibilitate a fost cuvântul maghiar részes, ceea ce nu înseamnă același lucru, în română.

## Istoric
Răzeșii erau deținători de întinderi de pământ în comun în cadrul unei familii întinse care își organizau lucrările împărțind pământul în fiecare an între membrii ei, în devălmășie. Fiecare răzeș era proprietarul ereditar al pământului său. După Neagu Djuvara, era o instituție tipic românească, deosebită de zadruga sârbească sau de alte forme de organizare întâlnite la popoarele slave. În documente vechi de răzeșie apărea că primul strămoș dovedit al acestei comunități avea statut de boier. Aceștia își aveau privilegiile garantate de voievozi. În timp însă, răzeșii au decăzut la rangul de țărani liberi, posesori de pământ, nefiind obligați să muncească pe pământurile boierilor. Ca urmare, nu trebuia să presteze corvezi nimănui. Pe măsură ce a crescut tributul țării către turcii otomani asupra țărănimii, soarta lor s-a înrăutățit și mai mult; în secolele XVI și XVII mulți dintre ei au fost siliți să-și vândă moșiile boierilor, ajungând astfel în aceeași stare cu țăranii șerbi.
Răzeșii erau urmașii cnezilor și juzilor, fiind moșteniri ale trecutului, iar aceștia trăiau în virtutea tradiției fără să aibă un aport semnificativ la situația economică a țării.
După modelul cavalerilor cruciați, răzeșii erau acea parte a populației care participa la războaie fără a fi susținuți sau instruiți pe cheltuiala publică sau a domnitorului. Ca o răsplată pentru solidaritatea lor în luptă, domnitorul le acorda drepturi de proprietate asupra unor terenuri sau slujbe în stat. Ei nu formau o clasă propriu-zisă, precum țăranii, nobilii, mazilii sau duhovnicii. 
În timpul evului mediu, printre răzeși se aflau și oameni de origine maghiară (ceangăi).
Răzeșii trăiau sub forma proprietății parțiare, și nu individuale, situație întâlnită și la ruși.
Domnii donau uneori sate către mănăstiri, astfel se impuneau sătenilor din aceste sate să dea dările tradiționale mănăstirii căreia erau donați. Dar pe lângă această dăruire, domnii scuteau de cele mai multe ori pe sătenii din satele mănăstirilor chiar de datoriile către Visteria Domnului, adică de toate dările tradiționale vechi. Răzeșii vecini vedeau astfel că iobagii duc o viață mai sigură și mai bună. După ce jireabiile (loturile) lor se micșorau și sarcinile domnești erau tot mai mari, răzeșii se închinau mănăstirilor, intrând astfel între iobagi și bucurându-se de aceiași situație cu a lor.
Obștiile de răzeși erau rămășițe ale familiei comuniste, unde cea din urmă era o continuare sau o imitare a comunității familiale slave, a zadrugei. Gospodăria acestei familii era de tip comunist, atât prin comunitatea stăpânirii pământului și a altor instrumente de producție, cât și prin comunitatea muncii. Șeful familiei hotăra diviziunea muncii. Familia producea tot ce era necesar membrilor ei: hrană, îmbrăcăminte, locuință, etc. Deoarece totul era comun și se împărțea membrilor familiei după trebuință și după dispoziția șefului familiei, nu putea interveni nici un schimb de produse în interiorul familiei. Pentru că familia producea cele necesare membrilor, nu exista nici o legătură economică între membrii diferitelor familii patriarhale, astfel nu existau schimburi, utilizarea banilor sau credite. În obștiile răzeșești exista multe urme de gospodărie comună. Astfel, pășunile și pădurile erau o proprietate comună și erau folosite în comun, după norme dictate de organele conducătoare ale comunității.
În Basarabia, o vreme răzeșii s-au bucurat de o oarecare atenție din partea Imperiului Rus, care dădea chiar impresia că tinde să le confirme privilegiile. De exemplu, în 1846, în sarcina Sfatului provincial au fost adăugate examinarea și soluționarea chestiunilor despre dreptul la stare socială privilegiată a locuitorilor Basarabiei: mazili, boiernași, ruptași, rupta de visterie, rupta de camară. Dar, în timp, autocrația rusească s-a instalat tot mai temeinic în Basarabia, iar drepturile răzeșilor au început să fie încălcate.
Proprietățile răzeșilor deveneau tot mai mult subiecte ale discordiei dintre ei sau cu boierii care emiteau pretenții nelegitime asupra lor. Ele au stat la originea multor procese. Mulți răzeși au fost astfel deposedați de terenurile lor. Însă în multe cazuri aceștia se prezentau la tribunal cu documente de proprietate vechi.